# 공의존
공의존, 동반의존, 공기벽(共依存, 同伴依存, 共嗜癖, codependency, coaddiction)은 대인관계에서의 행동조건(behavioral condition)으로, 어떤 한 사람이 다른 사람에게 자기파괴적 행동,즉  중독 혹은 탐닉, 정신 건강 약화, 미성숙, 무책임, 성취 저하(under-achievement) 등을 조장(enabling)하는 불균형 관계(imbalanced relationship)로 설명한다. 인정을 받거나 정체성을 찾기 위하여 타인에게 과도하게 의존하는 것이 공의존의 가장 큰 특성이다. 공의존의 정의는 다양하지만, 일반적으로는 증상이 잠재되어 있거나 상황에 따라 다르거나 단편적으로 발생하는 행동 조건으로서, 의존성 성격장애(dependent personality disorder)와 유사한 것으로 정의된다. 공의존은 한 개인 측면에서 진단되기 보다는 관계역동(relationship dynamic) 측면에서 설명된다.
공의존의 정의는 다양하지만, 보통 높은 자기희생(self-sacrifice), 타인의 욕구에의 집중, 자신의 정서의 억압, 타인의 문제를 통제하거나 고정시키려는 시도가 있다.
공의존은 자신과 특정 대상이 과잉된 관계의존에 빠지고 그 결과 인간관계에 얽매이는 관계중독(relationship addiction) 상태, 즉 타인을 돌보는 것에 대한 애정=의존 혹은 애정이라는 이름의 지배=자기만족의 구도를 보인다. 공의존자는 자기애와 자존감이 낮기 때문에, 상대가 자신에게 의존하는 것에서 무의식중에 자기의 존재 가치를 찾아내고, 상대를 통제하여 자신이 바라는 행동을 하도록 만듦으로써 마음의 평온을 지키려고 한다.
공의존으로 자기정체성을 정의하는 사람은 자존감이 낮을 가능성이 높지만, 그것이 공의존 관련 특성의 효과인지는 불분명하다.

## 개요
공의존은 학술용어가 아니며 명확한 정의는 없다. 당초의 정의로서는, 알코올 의존증 환자를 도움·간호하는 가족이 환자 자신에게 의존하지만 또한 환자도 간호하는 가족에게 의존하는 상태가 보이는 것에서 발견되었다. 이것은 알코올 의존증 만이 아니고, 가정폭력(DV)이나 학대 등에도 볼 수 있는 현상이라고 한다. 이런 상황에서는, 알코올 의존증 환자가 가족에게 의존하고 간호하는 가족도 환자에게 의존하기 때문에, 환경이 지속된다. 전형적인 예로서는, 알코올 중독 남편은 아내에게 많은 폐를 끼치지만, 동시에 아내는 남편을 간호하는 것에서 자신의 가치를 찾아내는 것이다. 공의존은 환자의 자립할 기회를 저해하며 가족도 알코올 의존증 환자를 회복시키는 활동을 거절하거나 한다. 현재는 알코올 의존증 환자와의 관계 뿐만이 아니라, '인간 관계에 붙잡혀 피할 수 없는 상태에 있는 사람'으로서의 정의가 받아들여지고 있다. 예를 들면, 폭력을 휘두르는 남편과 참는 아내의 관계, 지배적인 부모와 애정을 받고 싶은 아이의 관계, 상대로부터 사랑 받는 것이 목적인 연애 관계 등이 있다. 이 관점으로부터, 자립할 수 없는 아이의 의존성 성격장애·연애의 자기애성 성격장애·스톡홀름 증후군에까지 공의존 개념이 검토되어 사용된다.

## 정의
의존(dependency)이란 개념은 심리학 관련 문헌에서 잘 수립되어 있다. 초기 정신분석이론(psychoanalytic theory)에서는 구순성격(oral character)과 의존에 대한 구조적 기반을 강조하였다. 사회학습이론(social learning theory)에서는 학습과 경험을 통하여 습득되는 경향이라고 본다. 행동학적 애착이론(ethological attachment theory)에서는 애착이나 애정적 유대(affectional bonding)가 의존의 기반이라고 본다.

### 공의존
의학박사(M.D.) 티먼 서먹(Timmen L. Cermak)은 미국정신의학협회(American Psychiatric Association)가 발행하는 정신질환 진단 및 통계 편람(Diagnostic and Statistical Manual of Mental Disorders, DSM)의 1987년판인 DSM-III-R에 공의존이 성격장애(personality disorder) 항목으로 포함되어야 한다고 주장하였다. 서먹은 특정한 성격 특질(personality traits)이 과도하고 부적응적이 되며 기능에서 장애를 일으키거나 중대한 고통을 일으키므로, 성격장애 진단에 부합한다는 것이다. 서먹의 정의는 1986년 the Journal of Psychoactive Drugs에 게재되었으며 상호심사문헌(peer reviewed literature)에서 가장 자세한 정의이다.
서먹은 다음의 기준을 장애로 제시하였다.

1. 심각하고 부정적인 영향이 예상됨에도 불구하고 자신과 타인을 통제하는 능력을 자부심으로 생각

2. 자신이 누군지 인지하지 않고 타인의 욕구만 충족시키려는 책임을 지려 함

3. 친밀(intimacy)과 분리(separation)에 관한 불안과 개인 바운더리 왜곡

4. 성격장애, 약물 의존, 다른 사람과의 공의존, 충동장애 성향의 사람과의 관계 밀착(enmeshment in relationship)

5. 다음 사례 중 3개 이상인 경우

(1) 자기절제(denial)에 대한 지나친 믿음

(2) 극렬한 감정폭발이 동반되거나 동반되지 않는 감정 속박(Constriction of emotions) 

(3) 우울

(4) 과각성(hypervigilance)

(5) 강박

(6) 불안

(7) 약물 남용

(8) 반복되는 신체적 성적 학대 피해 경험

(9) 스트레스 관련 질병

(10) 외부에 도움 요청 없이 최소 2년동안 약물중독자와의 일차적 관계(primary relationship)를 맺어옴

서먹의 주장과는 달리, 공의존은 DSM-III-R은 물론 이후 버전에서도 여전히 포함되어 있지 않다.

### 의존성 성격장애
의존성 성격장애(Dependent personality disorder)는 『정신질환 진단 및 통계 편람(DSM)』에 포함되어 있다. 정의와 기준은 DSM 버전에 따라 바뀌어 왔다. DSM-I에서는 수동적 의존성 성격(passive dependency personality)은 무력감(helplessness), 자기절제(denial), 결정장애(indecisiveness)를 특징으로 하고, 수동적-공격적 성격(passive-aggressive personality)의 하위유형으로 분류되었다. DSM-IV에서는 의존적 복종적 행동(dependent and submissive behaviors)에 대하여서 생활 곳곳에 스민 일상 패턴에 대한 핵심적인 특성을 가지고 9가지 기준을 세웠다. 이 정의에서는 돌봄받는 것에 대한 과도한 요구를 강조하였는데, 이로 인해 복종적이고 집요하게 의존하는(clinging) 행동과 분리불안(fear of separation)을 초래한다고 한다.

## 행동과 특성

### 개인역동
공의존자(codependent) 스스로 기능하지 못하고 자신의 생각과 행동을 타인, 과정, 사물을 통해서 대신 구축한 사람을 말한다. 공의존자는 대부분 자신의 욕구를 하순위에 두고 타인의 욕구에 지나치게 몰입해 있다. 공의존은 가족, 직장, 친구, 연인, 동료, 공동체 등 여느 관계에서도 발생할 수 있다.

### 로맨틱관계역동
일부 공의존자는 자신의 일차적 역할이 구조자, 지지자, 신뢰할만한 친구 관계 속에서 자기자신을 찾는다. 이러한 헬퍼(helper) 유형은 타인이 자신의 정서적 욕구를 만족시키지 못하는 것에 의존하기도 한다.
공의존관계는 친밀감 문제, 의존, 돌봄(caretaking)을 포함한 통제, 자기절제, 기능부전적 의사소통과 바운더리, 높은 반응성을 특징으로 한다. 불균형 상태에 있기에, 한 사람이 타인을 학대를 하거나 통제하거나 다른 사람으로부터 지지받거나, 타인을 중독, 정신건강 약화, 미성숙, 무책임, 저성취 상태에 처하게 한다.
흔히 관찰되는 공의존성은 다음과 같다.
- 강렬하고 불안정한 대인관계
- 혼자 있는 것을 견디기 어려움, 혼자 있지 않으려고 미친듯이 애씀(고독공포증, autophobia)
- 만성적으로 지루함과 공허감을 느낌
- 수용과 애정을 갈구하는 사람의 욕구에 자신의 욕구를 종속시킴
- 완벽주의
- 과도한 통제
- 결정하는데 있어서 자기 외부 기준을 참조(external referencing)
- 자신의 감정에 솔직하지 못하고 자기절제 혹은 부정을 통해 욕구나 감정을 억누름(dishonesty and denial)
- 조종당함
- 신뢰결여
- 낮은 자기가치감
- 피해의식(victim mentality)

공의존관계에서 공의존자의 목적의식은 파트너의 욕구를 충족시키기 위한 자기 희생에 기반해 있다. 공의존관계는 집요함(clinginess)의 정도와 결핍된 행동을 보이는데, 개인은 자기효능감(self-sufficiency)이나 자율성을 갖추지 못한다. 한쪽 혹은 양쪽이 사랑하는 사람에게 의존한다. 공의존자의 기분과 감정은 타인(특히 연인)이 자신을 어떻게 생각하는지를 생각하는 것에 따라 좌우된다. 이러한 생각은 스스로 자초한 것이며, 관계의 건강을 해치는 집요하고 애정결핍적 행동을 초래하게 된다. 특히 다음과 같은 연인 및 배우자 사이에서 문제가 발생한다.

#### 성격장애와 공의존자 관계
- 경계선성격장애(Borderline personality disorder) : 경계선성격장애를 가진 연인에게 도우미(caretaker) 역할을 하게 되며 자신의 삶의 문제보다는 경계선성격장애를 가진 사람의 삶의 문제에 집중하는 경향이 있다. 공의존자는 '제정신인 사람' 혹은 '책임지는 사람'이라는 존재를 통해 가치감을 얻는다.
- 자기애성성격장애(Narcissistic personality disorder) : 자기애성성격장애를 가진 공의존자는 공자기도취자(co-narcissist)라고 불리기도 한다. 자기도취자(narcissist)는 타인에게 자신의 비전을 믿게 하고 타인이 자신의 비전을 실현하도록 도우며, 타인의 욕구를 자신의 욕구보다 앞에 두는 파트너를 찾아서 유인한다. 공의존자는 복종적이고 경청하는 청중 역할을 자기도취자에게 제공한다. 연인 및 배우자의 상호 연동 관계에는, 자기도취자가 스스로 중요하고 특별한 사람이며 타인들도 그렇게 생각하게끔 만드는 강력한 욕구가 자리하고 있다.

#### 공의존자 혹은 충동장애와 공의존자 관계
- 주의력결핍과잉행동장애(Attention-deficit hyperactivity disorder, ADHD)
- 강박장애(Obsessive-compulsive disorder, OCD)
- 양극성장애(Bipolar disorder)
- 물질사용장애(Substance use disorder, SUD)
- 자폐스펙트럼장애(Autism spectrum disorder, ASD)
- 성격장애(Personality disorder, PD)
- 외상성뇌손상(Traumatic brain injury, TBI)
- 정신질환(Psychosis)
- 치매(Dementia)

### 가족역동
역기능가정(dysfunctional family)에서는 역으로 아이가 부모의 욕구와 감정을 맞춰준다. 부모의 양육은 어느 정도 자기희생도 필요하고 아이의 욕구를 우선시해야 한다. 그럼에도 부모의 양육이나 희생이 건강치 못한 파괴적인 정도에 이르면, 부모는 아이에게 공의존하려고 한다. 보통 자신의 감정적 물리적 욕구를 건강하게 돌볼 줄 아는 부모는 좋은 양육자가 되지만, 공의존적 부모는 자신의 욕구를 잘 돌보지 못하며, 심지어 아이에게 해로울 수도 있다. 공의존관계는 부모와 아이 사이의 조장행동(enabling behavior)에서 드러나기도 한다.(인에이블링) 공의존관계에 대한 또다른 시각은 영아의 욕구는 필수적이긴 해도 일시적인 반면, 공의존자의 욕구는 끊임없다는 것이다. 공의존 부모의 아이는 자신의 감정을 부모로부터 무시당하는 데 익숙하기 때문에, 나중에 성인으로 성장해서도 (부모와 비슷하거나 아니면 그보다 더 심각한) 공의존자가 될 가능성이 크다.

## 현상과 문제점
공의존은 자기애가 미성숙한 사람이 많다고 듣거나 성격장애 사례가 많다고 하지만, 이것은 알코올 의존증이나 성인아이(Adult children), 거기에 성격장애의 정신병리로부터 유래된 것이 많다. 그 이유로서 공의존자도 피공의존자도, 다른 사람의 가치에 의존하는 경향이 많다. 예를 들면, 알코올 의존증의 가족에서는 환자의 알코올 의존을 인정하는 가족의 경향이 인정된다. 그것이 환자의 알코올 음주를 한층 더 깊게 한다. 또한 성인아이는 부모님이 자신의 평가를 위해서 아이를 이용하거나 한다. 그 때문에 아이는 어른이 되어도 부모님으로부터의 자립에 곤란이 생기게 된다. 자신의 힘만으로 자립을 할 수 없는 것이다. 또, 성격장애에 있어서는 원부모가 아이에게 의존적인 케이스가 많다. 성인아이는 어른이 되면 아이는 타인에게 의존하고, 타인에게 자신의 바람을 과도하게 기대하는 케이스를 볼 수 있다.
공의존의 문제점은 피공의존자가 회복할 기회를 잃는 것 뿐만이 아니라, 공의존자(codependent)도 스트레스를 받아서 정신적인 이상을 호소하거나 관계성에 대해 고민하여 자살하는 경우도 있다. 따라서 공의존을 일으키지 않기 위해서는, 의료관계자·전문가·원조자가 공의존을 일으키는 사람과 접하는 경우에는 일정한 거리를 취해 사적인 관계가 되지 않아야 한다.

## 회복과 예후
모든 정신건강전문가들이 표준 치료 방법에 동의한 것은 아니다. 물질 중독(physical addiction)에 빠진 사람을 간호하는 것은 병리학으로 다룰 필요가 없다. 양육자에게는 자기주장훈련(assertiveness) 기술, 중독에 대한 책임을 타인에게 맡길 능력이 필요하다. 공의존으로부터 회복하는 방법은 다양하다. 예를 들어, 인지행동치료(cognitive behavioral therapy, CBT)를 택할 수도 있고, 공의존에 수반되는 우울증을 치료하기 위해서는 약물 치료(chemical therapy)가 따르기도 한다. 미국의 경우, 익명의동반의존갱생회(Co-Dependents Anonymous, CoDA), 알아넌/알라틴(Al-Anon/Alateen), 나아넌(Nar-Anon), 알코올 중독자의 자녀(Adult Children of Alcoholics, ACoA)와 같은 지원단체도 존재한다. 모두 기독교 성서 기반 단체인 Alcoholics Anonymous and Celebrate Recovery의 12단계 프로그램 모델에 기반한다. 공의존에 관한 많은 자기계발서들도 있다.
공의존으로부터 회복하기 위하여, 과도하게 수동적이거나 퍼주는 성격에서 과도하게 공격적이거나 이기적인 성격으로 가는 경우도 있다. 돌보는 사람이 되어 건강한 돌봄 행동을 하는 여지를 두면서도 건강한 자기주장을 하는 방식을 통하여 균형점을 찾는 것이 공의존으로부터 회복하는 길이며, 극단적 이기주의, 왕따 주도, 걸핏하면 갈등을 일으키는 행동은 회복 방법이 아니라는 것을 치료자들은 주장한다. 죽을 때까지 피해자 입장을 취하거나 피해의식을 갖는 것은 공의존으로부터 회복될 수 있는 진정한 방식이 아닐 뿐더러, 한 쪽에서 다른 한 쪽으로 극단적으로 가게 되는 또다른 사례가 될 것이다. 피해의식은 자율권의 행사(empowerment)가 결여되어 있어 사건들에 있어 자율권 행사자(empowered actor)가 아니라 '대상자(subject)'라는 느낌을 받게 되는 공의식의 원상태일 수도 있다. 공의식으로부터 회복된 사람들은 자율권을 획득하여 외력에 휘둘리지 않고도 자신의 삶을 주도할 수 있다고 생각한다. 피해의식은 수동-공격(passive–aggressive) 성향의 통제에 있어서의 문제와 결부되어 발생하기도 한다. 피해의식 극복이라는 관점에서 보면, 매우 심각한 학대 사례를 제외하고는 용서하고 흘려보내는 능력이 진정한 공의존으로부터의 회복 신호라고 할 수 있지만, 더 많은 학대를 감내하겠다는 의지는 결코 회복 신호가 아니다.
해소되지 못한 공의존 유형은 알코올 중독, 약물 중독, 식이장애(eating disorders), 성 중독(sex addiction), 심인성 질환(psychosomatic illnesses), 기타 자기파괴적 혹은 자멸적 행동과 같은 심각한 문제들로까지 번진다. 공의존자는 경계선성격장애나 자기애성성격장애를 가진 공격적인 사람들로부터 학대를 유도하거나, 스트레스가 심한 직업이나 관계에 머물려 하는 경향이 강하며, 의학적 진료가 필요함에도 불구하고 받지 않으려 한다. 또한 승진에 대한 욕심도 없고 공의존이 없는 사람들보다 더 많은 돈을 벌려고 하지도 않는다. 일부 사람들에게 있어, 공의존에 의한 사회성불안정/사교불안정(social insecurity)은 사회공포증(social phobia), 회피성 성격장애(avoidant personality disorder), 고통스러운 수줍음(painful shyness)과 같은 사회불안장애(social anxiety disorder)로까지 발전할 수 있다. 공황장애(panic disorder), 우울, 외상후스트레스장애(PTSD) 등과 같은 스트레스 관련 장애도 나타날 수 있다.

## 논쟁점
상술하였듯, 티먼 서막이 공의존을 DSM-III-R 내 성격장애 항목으로 분류해야 한다고 주장하였지만 위원회에서는 이를 받아들이지 않았다. 때문에 지금까지 공의존의 정의에 관한 의학적 합의는 이뤄지지 않고 있다. 정의가 없기 때문에 공의존이라는 용어는 많은 행동들에 쉽게 적용되거나 자기계발서 및 지원단체 등에서 남용하고 있는 실정이다. 일부 임상가들은 용어가 일반인들에게 남용되면서 환자에게 공의존자라고 섣불리 낙인을 찍는 것은, 환자들에게 자신의 트라우마가 어떻게 현재 관계를 형성하였는지에 대하여 집중하는데 돕는 것이 아니라, 환자들에게 혼란을 일으키고 심지어 환자들에게 수치심을 안길 수 있다고 경고한다. 공의존은 하나의 이론이지만 질병의 진행 과정에서 발생하는 것에 대한 증거는 없다. 애착이론(attachment theory)은 성인애착을 이해하고 다루는 데에 있어 더욱 도움되는 모델이다. 공의존은 모든 돌봄 행동이나 감정을 의미하지는 않지만, 건강하지 못하다고 할 정도로 과도한 것에 있어서는 해당한다. 몇몇 학자들과 치료자들은 공의존은 과책임감(overresponsibility)이며, 과책임감은 좋지 않지만 긍정적인 충동(positive impulse)으로 이해되어야 한다고 보고 있다. 타인에 대한 책임감은 자신에 대한 책임감과 함께해야 한다.

## 대처책
공의존의 대책은, 알코올 의존증이나 성인아이, 인격 장애 등의 대책과 겹치는 부분이 있다. 정확하게는 공의존으로의 대책은 존재하지 않고, 파생하는 정신병리로의 대책을 한다. 다만, 의존성의 문제를 정면에서 임하는 경우에는, 몇개의 대책이 카운셀링 등을 통해 행해지는 경우가 있다.
공의존의 원인이 되는 피공의존자에 대한 대응으로서는, 일정한 거리를 두면서 원조된다. 피공의존자는 원조가 적은 것에 버림받은 기분을 안을 가능성도 있지만, '자신의 인생은 스스로 열어 갈 수 밖에 없다'라고 알아차리게 하는 것이 회복으로 연결된다. 피공의존자는 지원을 받는 것에 감사해, 관계자를 조작하는 일 없이, 자신이 놓여 있는 경우를 받아 들이는 것이, 회복의 첫 걸음이다.
또, 무엇이 최선의 결과인가, 스스로가 본래의 원조의 목적과 다른 의존관계를 필요로 하지 않는지, 의존관계가 스스로의 사는 목적이 되지 않은가를, 재확인할 필요가 있다. 공의존관계는 역기능가정(dysfunctional family) 등에서 자란 사람들이 빠지기 쉽다. 또 자기 자신은 건전하다고 생각해도, 다른 사람을 조작하는 피공의존자와의 공의존관계를 개선시키는 것은 용이하지 않다. 따라서 전문가의 조언을 받는 것이 바람직하다.
공의존이라는 개념은, 올바르게 사용하면 다른 사람과 자기와의 분리, 정신적인 자율에 도움이 된다. 그러나 공의존에 대한 잘못된 인식을 가지면, '자신이 공의존이기 때문에 안 된다'라는 생각에 의해 스스로를 몰아넣을 가능성이 있어 주의가 필요하다. 원래 인간 관계에 대해 누군가에게 의존하는 것은 병리로 인정되어 있지 않다. 어디까지나 상기의 정신병리에 대해 공의존적인 것이 인정되어 그것이 과도하게 픽업되는 것이다.
공의존관계에 빠져 있는 경우, 당사자는 공의존관계에 대해 스스로 판단하는 것이 아니라, 제삼자인 전문가를 섞어 공의존에 대해 대처가 바람직하다. 이것은 관련한 정신병리와 같다.

## 같이 보기
- 경계예
- 고독공포증
- 기대가능성
- 밀착
- 부모화
- 성인아이
- 스톡홀름 증후군
- 심리조종
- 애착이론
- 역기능가정
- 의존성 성격장애
- 인격 장애
  - 경계선 인격 장애
  - 의존성 인격 장애
  - 회피성 인격 장애
- 정신 질환
- 정신질환 진단 및 통계 편람(DSM)
- 조장/인에이블링(enabling)
- 중독
- 피학대아 증후군

1. ↑  McGrath, Michael; Oakley, Barbara (2012).  Oakley, Barbara; Knafo, Ariel; Madhavan, Guruprasad; Wilson, David Sloan, 편집. 《Codependency and Pathological Altruism》. New York: Oxford University Press. 49쪽. ISBN 9780199876341.
2. ↑  Johnson, R. Skip (2014년 7월 13일). “Codependency and Codependent Relationships”. BPDFamily.com. 2014년 9월 9일에 확인함.
3. ↑  Dear, Greg E.; Roberts, Clare M.; Lange, Lois (2004).  Shohov, Serge P., 편집. “Defining Codependency: A Thematic Analysis of Published Definitions”. 《Advances in Psychology Research》 (영어) (Nova Publishers) 34: 189–205. ISBN 978-1-59454-079-0. 2024년 8월 9일에 확인함.
4. ↑  Marks, A.; Blore, R.; Hine, D.; Dear, G. (2012). “Development and Validation of a Revised Measure of Codependency”. 《Australian Journal of Psychology》 64 (3): 119–127. doi:10.1111/j.1742-9536.2011.00034.x. S2CID 143154273.